# Llista de topònims de Pujalt
Llista de topònims (noms propis de lloc) del municipi de Pujalt, a l'Anoia
Informació actualitzada per un bot. Els canvis manuals es perdran quan s'actualitzi!

## cabana
| imatge | Nom                    | Ubicat a          | instància de | Detalls                      | coordenades | Protecció | Commons (més fotos) | Dades a WD                    |
| ------ | ---------------------- | ----------------- | ------------ | ---------------------------- | --- | --------- | ------------------- | ----------------------------- |
|        | Era Baiona             | Pujalt            | cabana       |                              | 41° 43′ 12″ N, 1° 25′ 31″ E / 41.7200379189304°N,1.42539491897269°E 718 msnm                                                |           |                     | Modifica les dades a Wikidata |
|        | barraca del General    | Conill            | cabana       | 20th century Estat: ruïnós   | 41° 43′ 20″ N, 1° 26′ 45″ E / 41.7222339186699°N,1.44577880047743°E ca:Pla del Jep 754 msnm                                 |           |                     | Modifica les dades a Wikidata |
|        | barraca del Gial       | l'Astor           | cabana       | Estat: enderrocat o destruït | 41° 41′ 33″ N, 1° 26′ 10″ E / 41.69263298426°N,1.4361334717968°E 705 msnm                                                   |           |                     | Modifica les dades a Wikidata |
|        | cabana de Cal Soler    | l'Astor           | cabana       | 20th century                 | 41° 42′ 04″ N, 1° 26′ 28″ E / 41.7010934153184°N,1.44100010142372°E ca:L'Àfrica 747 msnm                                    |           |                     | Modifica les dades a Wikidata |
|        | cabana de l'Antònia    | Pujalt            | cabana       | 20th century                 | 41° 43′ 26″ N, 1° 25′ 46″ E / 41.7238595365699°N,1.42954548898095°E ca:Plans d'en Ros 732 msnm                              |           |                     | Modifica les dades a Wikidata |
|        | cabana del Mossoll     | la Guàrdia Pilosa | cabana       | 20th century                 | 41° 42′ 02″ N, 1° 29′ 03″ E / 41.7005469678469°N,1.48430226956865°E ca:Tros del Mossoll 652 msnm                            |           |                     | Modifica les dades a Wikidata |
|        | cabana del Mundeta     | Pujalt            | cabana       |                              | 41° 42′ 25″ N, 1° 25′ 14″ E / 41.7068410853505°N,1.42065696709582°E ca:Solana del Mundeta 725 msnm                          |           |                     | Modifica les dades a Wikidata |
|        | cobert del Quim        | Conill            | cabana       |                              | 41° 43′ 24″ N, 1° 26′ 51″ E / 41.7232311891078°N,1.4475941677072°E 752 msnm                                                 |           |                     | Modifica les dades a Wikidata |
|        | corral de Cal Grau     | la Guàrdia Pilosa | cabana       |                              | 41° 41′ 54″ N, 1° 28′ 09″ E / 41.6984003061456°N,1.46912632928728°E ca:Estadella 793 msnm                                   |           |                     | Modifica les dades a Wikidata |
|        | corral de Cal Mensa    | la Guàrdia Pilosa | cabana       | Estat: enderrocat o destruït | 41° 42′ 15″ N, 1° 27′ 27″ E / 41.704286848485°N,1.4573885969584°E ca:La Coma 780 msnm                                       |           |                     | Modifica les dades a Wikidata |
|        | corral de Cal Trullàs  | la Guàrdia Pilosa | cabana       | Estat: ruïnós                | 41° 42′ 16″ N, 1° 27′ 20″ E / 41.7045759952414°N,1.45544665999502°E ca:La Coma 787 msnm                                     |           |                     | Modifica les dades a Wikidata |
|        | corral del Marrillo    | la Guàrdia Pilosa | cabana       | Estat: enderrocat o destruït | 41° 42′ 23″ N, 1° 27′ 47″ E / 41.7063634799464°N,1.4631441811297°E ca:Eres de la Guàrdia 785 msnm                           |           |                     | Modifica les dades a Wikidata |
|        | corral del Sala        | Conill            | cabana       |                              | 41° 43′ 35″ N, 1° 27′ 25″ E / 41.7263650797778°N,1.45692057481165°E 764 msnm                                                |           |                     | Modifica les dades a Wikidata |
|        | era de l'Antònia       | Pujalt            | cabana       |                              | 41° 42′ 48″ N, 1° 25′ 18″ E / 41.7133387737655°N,1.42159173646953°E 783 msnm                                                |           |                     | Modifica les dades a Wikidata |
|        | era de la Sabatera     | Pujalt            | cabana       |                              | 41° 42′ 49″ N, 1° 26′ 09″ E / 41.7136761079589°N,1.43571954386565°E ca:Obacs del camí de Sant Martí 757 msnm                |           |                     | Modifica les dades a Wikidata |
|        | era del Casteller      | Pujalt            | cabana       |                              | 41° 43′ 38″ N, 1° 26′ 00″ E / 41.727306121508°N,1.43328485139433°E ca:Fondo de Tosquella 727 msnm                           |           |                     | Modifica les dades a Wikidata |
|        | era del Conilles       | Pujalt            | cabana       | 19th century Estat: ruïnós   | 41° 42′ 51″ N, 1° 24′ 52″ E / 41.7142233820683°N,1.41453806380016°E ca:Camí de Gàver 714 msnm                               |           |                     | Modifica les dades a Wikidata |
|        | era del Figueres       | Pujalt            | cabana       |                              | 41° 42′ 54″ N, 1° 25′ 55″ E / 41.7150461145325°N,1.43182766653061°E 761 msnm                                                |           |                     | Modifica les dades a Wikidata |
|        | era del Franquesa      | Pujalt            | cabana       |                              | 41° 42′ 48″ N, 1° 25′ 02″ E / 41.7133137857642°N,1.41715682502395°E 720 msnm                                                |           |                     | Modifica les dades a Wikidata |
|        | era del Lluc           | Pujalt            | cabana       |                              | 41° 42′ 54″ N, 1° 25′ 20″ E / 41.7150858949509°N,1.42223416246389°E 735 msnm                                                |           |                     | Modifica les dades a Wikidata |
|        | era del Marc           | Pujalt            | cabana era   |                              | 41° 43′ 00″ N, 1° 25′ 43″ E / 41.7165515731936°N,1.42862953989452°E ca:Pla de la Font                                       |           |                     | Modifica les dades a Wikidata |
|        | era del Pere Gras      | Pujalt            | cabana       | 19th century                 | 41° 42′ 51″ N, 1° 25′ 17″ E / 41.7142278279919°N,1.42140169245223°E ca:Clot del Roig 735 msnm                               |           |                     | Modifica les dades a Wikidata |
|        | era del Permanyer      | Pujalt            | cabana       |                              | 41° 42′ 57″ N, 1° 25′ 28″ E / 41.7158632161656°N,1.42440294463714°E 749 msnm                                                |           |                     | Modifica les dades a Wikidata |
|        | era del Senyoret       | Conill            | cabana       |                              | 41° 43′ 32″ N, 1° 27′ 33″ E / 41.7255498525529°N,1.45926046593107°E 753 msnm                                                |           |                     | Modifica les dades a Wikidata |
|        | era del Soler          | Pujalt            | cabana       | Estat: ruïnós                | 41° 43′ 41″ N, 1° 26′ 12″ E / 41.727936391823°N,1.43657589429154°E ca:Plans de Tosquella 735 msnm                           |           |                     | Modifica les dades a Wikidata |
|        | era del Verguers       | Pujalt            | cabana       |                              | 41° 42′ 41″ N, 1° 23′ 53″ E / 41.7114801689809°N,1.39793369874124°E ca:Pla del Bep 701 msnm                                 |           |                     | Modifica les dades a Wikidata |
|        | la Caseta              | l'Astor           | cabana       | 19th century Estat: ruïnós   | 41° 41′ 51″ N, 1° 26′ 03″ E / 41.6974516587944°N,1.43415401036885°E ca:Pla del Casanova 722 msnm                            |           |                     | Modifica les dades a Wikidata |
|        | la Casilla             | Conill            | cabana       | Estat: ruïnós                | 41° 43′ 52″ N, 1° 26′ 12″ E / 41.7310269623987°N,1.43666927186801°E 728 msnm                                                |           |                     | Modifica les dades a Wikidata |
|        | pallissa de Cal Querol | la Guàrdia Pilosa | cabana       |                              | 41° 42′ 01″ N, 1° 29′ 09″ E / 41.70025162979°N,1.48581145570168°E 654 msnm                                                  |           |                     | Modifica les dades a Wikidata |
|        | pallissa de Cal Tinet  | Pujalt            | cabana       |                              | 41° 42′ 31″ N, 1° 28′ 18″ E / 41.7085020374445°N,1.47154296138253°E 765 msnm                                                |           |                     | Modifica les dades a Wikidata |
|        | pallissa del Calatxo   | la Guàrdia Pilosa | cabana       | 20th century                 | 41° 42′ 14″ N, 1° 29′ 05″ E / 41.7037871614342°N,1.48481507389424°E ca:Horts d'en Gomar 654 msnm                            |           |                     | Modifica les dades a Wikidata |
|        | pallissa del Canela    | la Guàrdia Pilosa | cabana       |                              | 41° 42′ 09″ N, 1° 28′ 59″ E / 41.7025217839566°N,1.48311413438527°E 655 msnm                                                |           |                     | Modifica les dades a Wikidata |
|        | pallissa del Mitjanes  | l'Astor           | cabana       |                              | 41° 41′ 35″ N, 1° 25′ 20″ E / 41.6929365290948°N,1.42210274996191°E 686 msnm                                                |           |                     | Modifica les dades a Wikidata |
|        | pallissa del Rafael    | Conill            | cabana       | 19th century                 | 41° 43′ 25″ N, 1° 27′ 23″ E / 41.7235749860663°N,1.456398253132°E ca:Camí de Sant Martí Sesgueioles 760 msnm                |           |                     | Modifica les dades a Wikidata |
|        | pallissa del Tinets    | la Guàrdia Pilosa | cabana       | 20th century                 | 41° 42′ 20″ N, 1° 29′ 05″ E / 41.7056486075536°N,1.48459107622418°E ca:Al nord oest del nucli de la Guàrdia Pilosa 656 msnm |           |                     | Modifica les dades a Wikidata |
|        | pallissa dels Ramonets | Conill            | cabana       |                              | 41° 43′ 55″ N, 1° 27′ 09″ E / 41.7318900491328°N,1.45251984775495°E ca:Les Lliures 705 msnm                                 |           |                     | Modifica les dades a Wikidata |

## casa
| imatge | Nom                    | Ubicat a | instància de | Detalls                                                      | coordenades                                                                               | Protecció                                  | Commons (més fotos)    | Dades a WD                    |
| ------ | ---------------------- | -------- | ------------ | ------------------------------------------------------------ | ----------------------------------------------------------------------------------------- | ------------------------------------------ | ---------------------- | ----------------------------- |
|        | Cal Carulla            | l'Astor  | casa         | Estil: arquitectura popular 16th century                     | 41° 41′ 22″ N, 1° 25′ 39″ E / 41.6895194444°N,1.42749444444°E ca:L'Astor 709 msnm         | bé integrant del patrimoni cultural català | Cal Carulla de l'Astor | Modifica les dades a Wikidata |
|        | Cal Franquesa          | Pujalt   | casa         |                                                              | 41° 43′ 00″ N, 1° 25′ 16″ E / 41.716728°N,1.421059°E ca:Carrer Major, 2 745 msnm          | bé cultural d'interès local                | Cal Franquesa (Pujalt) | Modifica les dades a Wikidata |
|        | Cal Pou                | l'Astor  | casa         | Estil: arquitectura gòtica arquitectura popular 15th century | 41° 41′ 23″ N, 1° 25′ 38″ E / 41.68967°N,1.427212°E ca:Pl. Alex Botines. L'Astor 709 msnm | bé integrant del patrimoni cultural català | Cal Pou                | Modifica les dades a Wikidata |
|        | Cal Senyoret de Conill | Conill   | casa         | Estil: arquitectura popular 17th century                     | 41° 43′ 33″ N, 1° 27′ 37″ E / 41.725871°N,1.460144°E ca:Conill 747 msnm                   | bé integrant del patrimoni cultural català | Cal Senyoret de Conill | Modifica les dades a Wikidata |

## caseria
| imatge | Nom                     | Ubicat a | instància de | Detalls | coordenades                                                                  | Protecció | Commons (més fotos) | Dades a WD                    |
| ------ | ----------------------- | -------- | ------------ | ------- | ---------------------------------------------------------------------------- | --------- | ------------------- | ----------------------------- |
|        | Les Torres de més Amunt | Pujalt   | caseria      |         | 41° 41′ 58″ N, 1° 24′ 55″ E / 41.6995608711402°N,1.41522282691605°E 717 msnm |           |                     | Modifica les dades a Wikidata |
|        | Les Torres de més Avall | Pujalt   | caseria      |         | 41° 41′ 39″ N, 1° 24′ 42″ E / 41.6942426225435°N,1.41165222870626°E 694 msnm |           |                     | Modifica les dades a Wikidata |

## castell
| imatge | Nom                          | Ubicat a          | instància de | Detalls                                   | coordenades | Protecció                                            | Commons (més fotos)            | Dades a WD                    |
| ------ | ---------------------------- | ----------------- | ------------ | ----------------------------------------- | --- | ---------------------------------------------------- | ------------------------------ | ----------------------------- |
|        | Castell de Conill            | Conill            | castell      | 11st century Estat: enderrocat o destruït | 41° 43′ 33″ N, 1° 27′ 39″ E / 41.7259055556°N,1.46088055556°E ca:Plaça del Castell. Nucli de Conill 746 msnm           | bé d'interès cultural bé cultural d'interès nacional |                                | Modifica les dades a Wikidata |
|        | Castell de Montesquiu        | l'Astor           | castell      | 14th century                              | 41° 41′ 39″ N, 1° 25′ 30″ E / 41.6940722222°N,1.42488333333°E ca:a la Serra de Montesquiu, al nord de l'Astor 721 msnm | bé d'interès cultural bé cultural d'interès nacional | Castell de Montesquiu (Pujalt) | Modifica les dades a Wikidata |
|        | Castell de Pujalt            | Pujalt            | castell      |                                           | 41° 43′ 03″ N, 1° 25′ 14″ E / 41.7175°N,1.420556°E 768 msnm                                                            | bé d'interès cultural bé cultural d'interès nacional | Castell de Pujalt              | Modifica les dades a Wikidata |
|        | Castell de la Guàrdia Pilosa | la Guàrdia Pilosa | castell      | 11st century                              | 41° 42′ 26″ N, 1° 28′ 13″ E / 41.707285°N,1.470292°E ca:la Guàrdia Pilosa 798 msnm                                     | bé d'interès cultural bé cultural d'interès nacional | Castell de la Guàrdia Pilosa   | Modifica les dades a Wikidata |

## creu de terme
| imatge | Nom                     | Ubicat a | instància de  | Detalls | coordenades                                                                  | Protecció | Commons (més fotos)              | Dades a WD                    |
| ------ | ----------------------- | -------- | ------------- | ------- | ---------------------------------------------------------------------------- | --------- | -------------------------------- | ----------------------------- |
|        | creu de terme de Conill | Conill   | creu de terme |         | 41° 43′ 33″ N, 1° 27′ 30″ E / 41.7258794218002°N,1.45831481521191°E 765 msnm |           | Creu de terme de Conill (Pujalt) | Modifica les dades a Wikidata |
|        | creu de terme de Pujalt | Pujalt   | creu de terme |         | 41° 43′ 03″ N, 1° 25′ 21″ E / 41.71761627517337°N,1.422623219264434°E        |           | Creu de terme de Pujalt          | Modifica les dades a Wikidata |

## edifici
| imatge | Nom                                        | Ubicat a | instància de | Detalls      | coordenades                                                                                    | Protecció                                            | Commons (més fotos)            | Dades a WD                    |
| ------ | ------------------------------------------ | -------- | ------------ | ------------ | ---------------------------------------------------------------------------------------------- | ---------------------------------------------------- | ------------------------------ | ----------------------------- |
|        | Antic Ajuntament de Pujalt                 | Pujalt   | edifici      |              | 41° 43′ 00″ N, 1° 25′ 15″ E / 41.716589°N,1.420799°E ca:Pl. del Pare Urbano Izquierdo 744 msnm | bé cultural d'interès local                          | Antic Ajuntament de Pujalt     | Modifica les dades a Wikidata |
|        | Camp de tir de l'Exèrcit Republicà         | Pujalt   | edifici      |              |                                                                                                | bé cultural d'interès local                          |                                | Modifica les dades a Wikidata |
|        | Niu de metralladora de l'Exèrcit Republicà | Pujalt   | edifici      |              | 41° 43′ 21″ N, 1° 25′ 06″ E / 41.722439°N,1.418215°E                                           | bé cultural d'interès local                          |                                | Modifica les dades a Wikidata |
|        | Polvorí de l'Exèrcit Republicà             | Pujalt   | edifici      |              | 41° 43′ 18″ N, 1° 25′ 22″ E / 41.72162°N,1.42282°E ca:Ctra. B-102 680 msnm                     | bé cultural d'interès local                          | Polvorí de l'Exèrcit Republicà | Modifica les dades a Wikidata |
|        | Portal i murs de Pujalt                    | Pujalt   | edifici      |              | 41° 43′ 00″ N, 1° 25′ 17″ E / 41.716679°N,1.421375°E 745 msnm                                  | bé d'interès cultural bé cultural d'interès nacional | Portal i murs de Pujalt        | Modifica les dades a Wikidata |
|        | Rectoria                                   | Pujalt   | edifici      | 20th century | 41° 43′ 00″ N, 1° 25′ 16″ E / 41.716783°N,1.421042°E ca:C. de les Voltes 745 msnm              | bé cultural d'interès local                          | Rectoria (Pujalt)              | Modifica les dades a Wikidata |
|        | Refugi de l'Exèrcit Republicà              | Pujalt   | edifici      |              | 41° 43′ 19″ N, 1° 25′ 20″ E / 41.722026°N,1.422248°E ca:Ctra. B-102 680 msnm                   | bé cultural d'interès local                          | Refugi de l'Exèrcit Republicà  | Modifica les dades a Wikidata |
|        | Safareig                                   | Pujalt   | edifici      |              |                                                                                                | bé cultural d'interès local                          | Safareig (Pujalt)              | Modifica les dades a Wikidata |
|        | Tendes de campanya de l'Exèrcit Republicà  | Pujalt   | edifici      |              |                                                                                                | bé cultural d'interès local                          |                                | Modifica les dades a Wikidata |
|        | Zona de barracons de l'Exèrcit Republicà   | Pujalt   | edifici      |              |                                                                                                | bé cultural d'interès local                          |                                | Modifica les dades a Wikidata |

## entitat singular de població
| imatge | Nom               | Ubicat a | instància de                                   | Detalls | coordenades | Protecció | Commons (més fotos) | Dades a WD                    |
| ------ | ----------------- | -------- | ---------------------------------------------- | ------- | --- | --------- | ------------------- | ----------------------------- |
|        | Conill            | Pujalt   | entitat singular de població                   | 38 hab  | 41° 43′ 31″ N, 1° 27′ 37″ E / 41.72533333°N,1.46032222°E ca:Des de Calaf: carretera 141 Mirambell-Conill-Pujalt. 743 msnm                    |           | Conill (Pujalt)     | Modifica les dades a Wikidata |
|        | Pujalt            | Pujalt   | entitat singular de població capital municipal | 114 hab | 41° 43′ 02″ N, 1° 25′ 15″ E / 41.7171°N,1.42088°E 744 msnm                                                                                   |           |                     | Modifica les dades a Wikidata |
|        | Vilamajor         | Pujalt   | entitat singular de població                   | 11 hab  | 41° 40′ 38″ N, 1° 25′ 39″ E / 41.67722222°N,1.4275°E 696 msnm                                                                                |           | Vilamajor (Pujalt)  | Modifica les dades a Wikidata |
|        | l'Astor           | Pujalt   | entitat singular de població                   | 31 hab  | 41° 41′ 25″ N, 1° 25′ 37″ E / 41.69021944°N,1.42701944°E ca:Trencall a la carretera Panadella a Calaf 712 msnm                               |           | L'Astor (Pujalt)    | Modifica les dades a Wikidata |
|        | la Guàrdia Pilosa | Pujalt   | entitat singular de població                   | 18 hab  | 41° 42′ 26″ N, 1° 28′ 17″ E / 41.707138°N,1.471276°E 41° 42′ 24″ N, 1° 28′ 15″ E / 41.70677355°N,1.47083804°E ca:Accés des de Calaf 777 msnm |           | La Guàrdia Pilosa   | Modifica les dades a Wikidata |

## església
| imatge | Nom                               | Ubicat a          | instància de | Detalls                                   | coordenades                                                                                    | Protecció                                  | Commons (més fotos)               | Dades a WD                    |
| ------ | --------------------------------- | ----------------- | ------------ | ----------------------------------------- | ---------------------------------------------------------------------------------------------- | ------------------------------------------ | --------------------------------- | ----------------------------- |
|        | Sant Andreu de Pujalt             | Pujalt            | església     | Estil: arquitectura popular               | 41° 43′ 03″ N, 1° 25′ 23″ E / 41.717511°N,1.422975°E ca:Pl. de Sant Andreu. Pujalt 745 msnm    | bé cultural d'interès local                | Sant Andreu de Pujalt             | Modifica les dades a Wikidata |
|        | Sant Jaume de la Guàrdia Pilosa   | la Guàrdia Pilosa | església     | Estil: arquitectura popular 12nd century  | 41° 42′ 24″ N, 1° 28′ 14″ E / 41.706685°N,1.470589°E ca:la Guàrdia Pilosa 780 msnm             | bé integrant del patrimoni cultural català | Sant Jaume de la Guàrdia Pilosa   | Modifica les dades a Wikidata |
|        | Sant Joan de Vilamajor            | Vilamajor         | església     | Estil: arquitectura romànica 12nd century | 41° 40′ 37″ N, 1° 25′ 46″ E / 41.677°N,1.42944°E 695 msnm                                      | bé integrant del patrimoni cultural català | Sant Joan de Vilamajor (Pujalt)   | Modifica les dades a Wikidata |
|        | Sant Joan de les Torres           | Pujalt            | església     | Estil: arquitectura gòtica 14th century   | 41° 41′ 57″ N, 1° 24′ 55″ E / 41.699104°N,1.415285°E ca:Les Torres 720 msnm                    | bé integrant del patrimoni cultural català | Sant Joan de les Torres           | Modifica les dades a Wikidata |
|        | Sant Ponç de Pujalt               | Pujalt            | església     | Estil: arquitectura romànica 11st century | 41° 43′ 03″ N, 1° 25′ 16″ E / 41.717476°N,1.421077°E 760 msnm                                  | bé integrant del patrimoni cultural català | Sant Ponç de Pujalt               | Modifica les dades a Wikidata |
|        | Sant Vicenç de Conill             | Conill            | església     | Estil: arquitectura popular 17th century  | 41° 43′ 32″ N, 1° 27′ 39″ E / 41.725571°N,1.460844°E ca:Conill 738 msnm                        | bé integrant del patrimoni cultural català | Sant Vicenç de Conill             | Modifica les dades a Wikidata |
|        | Santa Magdalena de l'Astor        | l'Astor           | església     | Estil: arquitectura romànica 11st century | 41° 41′ 24″ N, 1° 25′ 42″ E / 41.690092°N,1.428249°E ca:L'Astor 715 msnm                       | bé integrant del patrimoni cultural català | Santa Magdalena de l'Astor        | Modifica les dades a Wikidata |
|        | capella de la Concepció de Pujalt | Pujalt            | església     | Estil: arquitectura gòtica 14th century   | 41° 43′ 00″ N, 1° 25′ 15″ E / 41.716605°N,1.420924°E ca:Pl. del Pare Urbano Izquierdo 743 msnm | bé cultural d'interès local                | Capella de la Concepció de Pujalt | Modifica les dades a Wikidata |

## font
| imatge | Nom                         | Ubicat a | instància de | Detalls      | coordenades                                                                                     | Protecció | Commons (més fotos) | Dades a WD                    |
| ------ | --------------------------- | -------- | ------------ | ------------ | ----------------------------------------------------------------------------------------------- | --------- | ------------------- | ----------------------------- |
|        | font de Cal Mau             | Pujalt   | font         | 18th century | 41° 41′ 58″ N, 1° 24′ 05″ E / 41.69954°N,1.40141°E ca:Fondo del Pentinat                        |           |                     | Modifica les dades a Wikidata |
|        | font de Cal Pau             | Pujalt   | font         |              | 41° 41′ 57″ N, 1° 23′ 58″ E / 41.69916°N,1.3995°E ca:Solana del camí de Gàver                   |           |                     | Modifica les dades a Wikidata |
|        | font de Conill              | Conill   | font         | 20th century | 41° 43′ 14″ N, 1° 27′ 10″ E / 41.7206616541064°N,1.45274123914637°E ca:Coma de la Font 748 msnm |           |                     | Modifica les dades a Wikidata |
|        | font de Tosquella més Amunt | Pujalt   | font         |              | 41° 43′ 33″ N, 1° 25′ 44″ E / 41.7257674666158°N,1.42877765366755°E 704 msnm                    |           |                     | Modifica les dades a Wikidata |
|        | font de Tosquella més Avall | Pujalt   | font         |              | 41° 43′ 27″ N, 1° 25′ 34″ E / 41.7242620247304°N,1.42604917962128°E 695 msnm                    |           |                     | Modifica les dades a Wikidata |

## granja
| imatge | Nom                  | Ubicat a | instància de | Detalls | coordenades                                                                  | Protecció | Commons (més fotos) | Dades a WD                    |
| ------ | -------------------- | -------- | ------------ | ------- | ---------------------------------------------------------------------------- | --------- | ------------------- | ----------------------------- |
|        | Granges del Tomàs    | Conill   | granja       |         | 41° 43′ 32″ N, 1° 27′ 23″ E / 41.7254669198877°N,1.45643711801817°E 766 msnm |           |                     | Modifica les dades a Wikidata |
|        | Granja de Cal Baiona | Pujalt   | granja       |         | 41° 42′ 46″ N, 1° 24′ 55″ E / 41.7128821165335°N,1.415244169053°E 702 msnm   |           |                     | Modifica les dades a Wikidata |
|        | Granja de Cal Galan  | Pujalt   | granja       |         | 41° 42′ 45″ N, 1° 24′ 51″ E / 41.712550241249°N,1.41403827830272°E 711 msnm  |           |                     | Modifica les dades a Wikidata |
|        | Granja de Cal Vila   | Pujalt   | granja       |         | 41° 43′ 08″ N, 1° 25′ 06″ E / 41.7189144332763°N,1.418353747881°E 727 msnm   |           |                     | Modifica les dades a Wikidata |
|        | Granja del Solà      | Pujalt   | granja       |         | 41° 43′ 23″ N, 1° 27′ 24″ E / 41.723009521077°N,1.45654403423226°E 760 msnm  |           |                     | Modifica les dades a Wikidata |

## masia
| imatge | Nom                   | Ubicat a          | instància de | Detalls                    | coordenades | Protecció | Commons (més fotos) | Dades a WD                    |
| ------ | --------------------- | ----------------- | ------------ | -------------------------- | --- | --------- | ------------------- | ----------------------------- |
|        | Ca l'Isidro           | Pujalt            | masia        |                            | 41° 41′ 59″ N, 1° 24′ 55″ E / 41.6998514746679°N,1.41539595850373°E 707 msnm                                       |           |                     | Modifica les dades a Wikidata |
|        | Cal Bassots           | Pujalt            | masia        |                            | 41° 42′ 49″ N, 1° 24′ 59″ E / 41.7137276855099°N,1.41647352216022°E 724 msnm                                       |           |                     | Modifica les dades a Wikidata |
|        | Cal Grau              | la Guàrdia Pilosa | masia        |                            | 41° 41′ 51″ N, 1° 28′ 49″ E / 41.697444°N,1.480348°E 703 msnm                                                      |           |                     | Modifica les dades a Wikidata |
|        | Cal Joan Pau          | Conill            | masia        | 1913                       | 41° 43′ 37″ N, 1° 28′ 05″ E / 41.7268286834708°N,1.46800664958237°E ca:Conill 673 msnm                             |           |                     | Modifica les dades a Wikidata |
|        | Cal Llobet dels Plans | Pujalt            | masia        | 20th century               | 41° 42′ 36″ N, 1° 26′ 33″ E / 41.7099227534545°N,1.44252961111505°E ca:Carretera de Pujalt a l'Astor, s/n 769 msnm |           |                     | Modifica les dades a Wikidata |
|        | Cal Mestres           | Vilamajor         | masia        |                            | 41° 40′ 43″ N, 1° 25′ 46″ E / 41.6785917574658°N,1.42955351008193°E 704 msnm                                       |           |                     | Modifica les dades a Wikidata |
|        | Cal Mitjanes          | l'Astor           | masia        | 20th century               | 41° 41′ 27″ N, 1° 25′ 32″ E / 41.6908401090364°N,1.4255425634111°E ca:L'Astor 714 msnm                             |           |                     | Modifica les dades a Wikidata |
|        | Cal Piquer            | Conill            | masia        |                            | 41° 43′ 50″ N, 1° 28′ 09″ E / 41.7304279260312°N,1.46909943068355°E 699 msnm                                       |           |                     | Modifica les dades a Wikidata |
|        | Cal Pont              | Pujalt            | masia        |                            | 41° 42′ 18″ N, 1° 24′ 28″ E / 41.7049612858108°N,1.40779476157523°E 714 msnm                                       |           |                     | Modifica les dades a Wikidata |
|        | Cal Quim del Sastre   | Conill            | masia        |                            | 41° 44′ 13″ N, 1° 28′ 42″ E / 41.7368738560011°N,1.47837378545258°E ca:Finca de Cal Quim 633 msnm                  |           |                     | Modifica les dades a Wikidata |
|        | Cal Rubió             | l'Astor           | masia        |                            | 41° 41′ 41″ N, 1° 24′ 42″ E / 41.6946746331392°N,1.41162958067387°E ca:Les Torres de Més Avall 694 msnm            |           |                     | Modifica les dades a Wikidata |
|        | Cal Servalls          | l'Astor           | masia        |                            | 41° 41′ 40″ N, 1° 24′ 40″ E / 41.6943707018849°N,1.41114436913711°E 694 msnm                                       |           |                     | Modifica les dades a Wikidata |
|        | Cal Terrat            | l'Astor           | masia        |                            | 41° 41′ 59″ N, 1° 24′ 57″ E / 41.6998556165688°N,1.41569630370074°E 717 msnm                                       |           |                     | Modifica les dades a Wikidata |
|        | Cal Verguers          | Pujalt            | masia        |                            | 41° 42′ 52″ N, 1° 24′ 06″ E / 41.7144600620397°N,1.40171829335174°E 707 msnm                                       |           |                     | Modifica les dades a Wikidata |
|        | Cal Vicenç del Bosc   | Conill            | masia        |                            | 41° 44′ 00″ N, 1° 28′ 10″ E / 41.733311358478°N,1.4693790177081°E 679 msnm                                         |           |                     | Modifica les dades a Wikidata |
|        | Cal Vila              | l'Astor           | masia        | 20th century               | 41° 41′ 27″ N, 1° 25′ 43″ E / 41.6907848074644°N,1.42874021982331°E ca:L'Astor 721 msnm                            |           |                     | Modifica les dades a Wikidata |
|        | Cal Vilet             | Pujalt            | masia        | 20th century               | 41° 43′ 05″ N, 1° 25′ 02″ E / 41.7179263144008°N,1.4172359631228°E ca:Cal Vilet, s/n 721 msnm                      |           |                     | Modifica les dades a Wikidata |
|        | Can Mallol            | Pujalt            | masia        |                            | 41° 42′ 53″ N, 1° 24′ 05″ E / 41.714691°N,1.401475°E 715 msnm                                                      |           |                     | Modifica les dades a Wikidata |
|        | Can Mau               | Pujalt            | masia        | Estat: ruïnós              | 41° 41′ 55″ N, 1° 24′ 12″ E / 41.698703°N,1.403216°E 655 msnm                                                      |           |                     | Modifica les dades a Wikidata |
|        | Era del Pentinat      | Pujalt            | masia        |                            | 41° 42′ 56″ N, 1° 25′ 10″ E / 41.7154545593104°N,1.41956855001049°E 734 msnm                                       |           |                     | Modifica les dades a Wikidata |
|        | Masia Portella        | l'Astor           | masia        | 20th century               | 41° 41′ 30″ N, 1° 26′ 34″ E / 41.691722807682°N,1.44272848067107°E ca:Plans del Gener 722 msnm                     |           |                     | Modifica les dades a Wikidata |
|        | Masia de la Pobla     | l'Astor           | masia        | 20th century Estat: ruïnós | 41° 41′ 47″ N, 1° 25′ 32″ E / 41.6965°N,1.42549°E ca:Camí de la masia de la Pobla 701 msnm                         |           |                     | Modifica les dades a Wikidata |
|        | Torre Català          | Pujalt            | masia        |                            | 41° 43′ 35″ N, 1° 25′ 34″ E / 41.72641°N,1.426021°E 726 msnm                                                       |           |                     | Modifica les dades a Wikidata |
|        | la Ceriola            | Pujalt            | masia        |                            | 41° 42′ 52″ N, 1° 24′ 05″ E / 41.714371057858°N,1.4013118343223°E 710 msnm                                         |           |                     | Modifica les dades a Wikidata |
|        | la Plantada           | Pujalt            | masia        |                            | 41° 42′ 49″ N, 1° 24′ 57″ E / 41.7136486988544°N,1.4159706025044°E 719 msnm                                        |           |                     | Modifica les dades a Wikidata |

## muntanya
| imatge | Nom                  | Ubicat a                      | instància de | Detalls | coordenades                                                       | Protecció | Commons (més fotos) | Dades a WD                    |
| ------ | -------------------- | ----------------------------- | ------------ | ------- | ----------------------------------------------------------------- | --------- | ------------------- | ----------------------------- |
|        | Tossal Petit         | Pujalt                        | muntanya     |         | 41° 42′ 05″ N, 1° 25′ 35″ E / 41.701355°N,1.42638611°E 742 msnm   |           |                     | Modifica les dades a Wikidata |
|        | Tossal d'en Roca     | Pujalt                        | muntanya     |         | 41° 42′ 36″ N, 1° 25′ 07″ E / 41.70994722°N,1.4187025°E 749 msnm  |           |                     | Modifica les dades a Wikidata |
|        | Tossal de la Pesseta | Pujalt Sant Martí Sesgueioles | muntanya     |         | 41° 42′ 22″ N, 1° 29′ 18″ E / 41.70598611°N,1.48827778°E 675 msnm |           |                     | Modifica les dades a Wikidata |
|        | Tossal del Manco     | Pujalt Sant Martí Sesgueioles | muntanya     |         | 41° 41′ 50″ N, 1° 29′ 16″ E / 41.6972°N,1.48789°E 684 msnm        |           |                     | Modifica les dades a Wikidata |
|        | el Tamarell          | Pujalt                        | muntanya     |         | 41° 44′ 00″ N, 1° 27′ 33″ E / 41.7332°N,1.45916°E 681 msnm        |           |                     | Modifica les dades a Wikidata |

## Misc
| imatge | Nom                                    | Ubicat a                  | instància de             | Detalls                                  | coordenades                                                                                     | Protecció                                  | Commons (més fotos)                    | Dades a WD                    |
| ------ | -------------------------------------- | ------------------------- | ------------------------ | ---------------------------------------- | ----------------------------------------------------------------------------------------------- | ------------------------------------------ | -------------------------------------- | ----------------------------- |
|        | Arc del carrer de les Voltes de Pujalt | Pujalt                    | passatge                 | Estil: arquitectura popular 15th century | 41° 43′ 00″ N, 1° 25′ 15″ E / 41.716721°N,1.420871°E ca:C. del Call - c. de les Voltes 744 msnm | bé integrant del patrimoni cultural català | Arc del carrer de les Voltes de Pujalt | Modifica les dades a Wikidata |
|        | Pujalt                                 | Pujalt                    | vèrtex geodèsic          | Alt: 1.2m                                | 41° 43′ 03″ N, 1° 25′ 14″ E / 41.717555°N,1.420655°E 772.968 msnm                               |                                            |                                        | Modifica les dades a Wikidata |
|        | Sant Julià                             | Pujalt                    | edifici històric capella |                                          | 41° 41′ 44″ N, 1° 24′ 28″ E / 41.695547033269°N,1.4077866703924°E                               |                                            |                                        | Modifica les dades a Wikidata |
|        | Serra de la Nuja                       | Calonge de Segarra Pujalt | serra                    |                                          | 41° 42′ 57″ N, 1° 26′ 24″ E / 41.7159°N,1.43989°E 729 msnm                                      |                                            |                                        | Modifica les dades a Wikidata |
|        | barraca de les Censades                | Pujalt                    | barraca de vinya         | 20th century                             | 41° 41′ 44″ N, 1° 24′ 04″ E / 41.69548°N,1.40111°E ca:Pla de les Censades                       |                                            |                                        | Modifica les dades a Wikidata |
|        | casa consistorial de Pujalt            | Pujalt                    | casa consistorial        |                                          | 41° 43′ 02″ N, 1° 25′ 20″ E / 41.7172094°N,1.4222956°E                                          |                                            |                                        | Modifica les dades a Wikidata |